# Caersws
Caersws est un village et une communauté du Powys, au pays de Galles.

## Géographie
Caersws est situé dans le nord du Powys, dans le comté historique du Montgomeryshire, à 8 km à l'ouest de la ville de Newtown.
La communauté de Caersws comprend aussi les villages de Clatter (en), Llanwnnog (en) et Pontdolgoch (en). Elle abrite les vestiges de deux forts romains (en).

## Démographie
Au recensement de 2011, la communauté de Caersws comptait 1 586 habitants.